# كازالفيومانيزي
كازالفيومانيزي (بالإيطالية: Casalfiumanese)‏ هي بلدية في مقاطعة بولونيا في إقليم إميليا رومانيا الإيطالي.

## السكان
في سنة 1861 بلغ عدد السكان 3٬240 نسمة، وتطور العدد ليصل في سنة 2011 لـ 3٬461 نسمة.
يظهر هذا المخطط البياني تطور النمو السكاني لـ كازالفيومانيزي

## توأمة
لكازالفيومانيزي اتفاقيات توأمة مع:
- روتونديلا